# Estatut dels treballadors (Anglaterra)
L'Estatut dels treballadors (en anglès Statute of Labourers) va ser una llei aprovada pel Parlament d'Anglaterra sota el rei Eduard III l'any 1351 com a resposta a l'escassedat de treball. Va ser presentada per John Halles.
La pesta negra, que matà un terç de la població d'Europa, majoritàriament camperols, va ser la causa d'un notable descens de la mà d'obra disponible. Els terratinents tot de sobte es van trobar amb un fort augment en la competència en la cerca de treballadors, els quals,donades les circumstàncies, disposaven d'un major poder de negociació i per tant, demanaven un augment dels seus salaris. l'augment dels costos laborals va donar lloc a una inflació generalitzada. Tot tractant de controlar els costos laborals i els nivells de preus, Eduard III aprovà l'Ordenança dels Treballadors (Ordinance of Labourers) l'any 1349. El Parlament va tractar de reforçar aquesta Ordenança mitjançant l'Estatut dels Treballadors.
Aquest estatut establia un salari màxim pels treballadors proporcional al que es pagava abans de la Pesta negra, concretament, el pagat l'any 1346. Tanmateix, aquest canvis no van tenir en compte les condicions econòmiques canviants durant la Pesta negra; ni la depressió econòmica per la Guerra dels Cent Anys. Aquell estatut també establia l'obligació que tot home o dona que estigués en condicions de treballar ho fes, i va imposar fortes penes als ociosos. A la pràctica, aquest estatut va tenir poca aplicació i no va tenir èxit, tanmateix, va establir un precedent distingint a qui era capaç de treballar i qui no ho era per qualsevol motiu. Aquesta distinció va resorgir més tard en les lleis que regulaven la pobresa.
La revolta dels camperols de 1381 va ser una de les conseqüències de l'Ordenaça i aquesta llei.